# Ambassade de France en Grèce
L'ambassade de France en Grèce est la représentation diplomatique de la République française auprès de la République hellénique. Elle est située à Athènes, la capitale du pays, et son ambassadrice est, depuis 2023, Laurence Auer.

## Ambassade
L'ambassade est située dans l'hôtel Merlin de Douai, avenue Vasilíssis Sofías, à Athènes, à proximité de la place Sýntagma. Elle fait face au palais royal construit en 1835 pour Othon Ier, qui abrite aujourd'hui le Parlement de la République hellénique, premier roi de la Grèce, devenue indépendante en 1830 après dix ans de lutte contre l'Empire ottoman. Elle accueille aussi une section consulaire.

## Histoire

### Le réseau consulaire duXVIIIesiècle
Il était structuré en trois grands ensembles :
- le consulat général de Morée (aujourd'hui le Péloponnèse) dont le siège est successivement Nauplie, Patras, Methoni, Tripoli et Koroni. En dépendaient les consulats de Naxie (Naxos), Paros, Salonique (fondé en 1712) et La Canée, ainsi que les vice-consulats d'Arta, Missolonghi, Négrepont (Eubée), Athènes, Candie (Héraklion) et Réthymnon.
- le consulat général de Smyrne auquel se rattachaient les vice-consulats de « l'archipel » à Scio (Chios), Rhodes, Stancho (Kos), Metelin (Mytilène), Milos et l'Argentière (Kimolos).
- l'ambassade de France auprès de la république de Venise, dont relevaient les consulats de « Zante et îles vénitiennes », Cerigo (Cythère) et Corfou. Ainsi y avait-il 19 consulats sur le territoire qui correspond à la Grèce contemporaine. La plupart étaient situés dans les îles (les fameuses Échelles) où relâchaient les navires français effectuant le trajet Marseille – les ports de l'Orient. À Milo et l'Argentière, le vice-consul était également pilote du roi. Le consulat d'Athènes jouait alors un rôle effacé, rétrogradé en 1777 de vice-consulat à agence du consulat général de Morée.

### L'hôtel Merlin de Douai

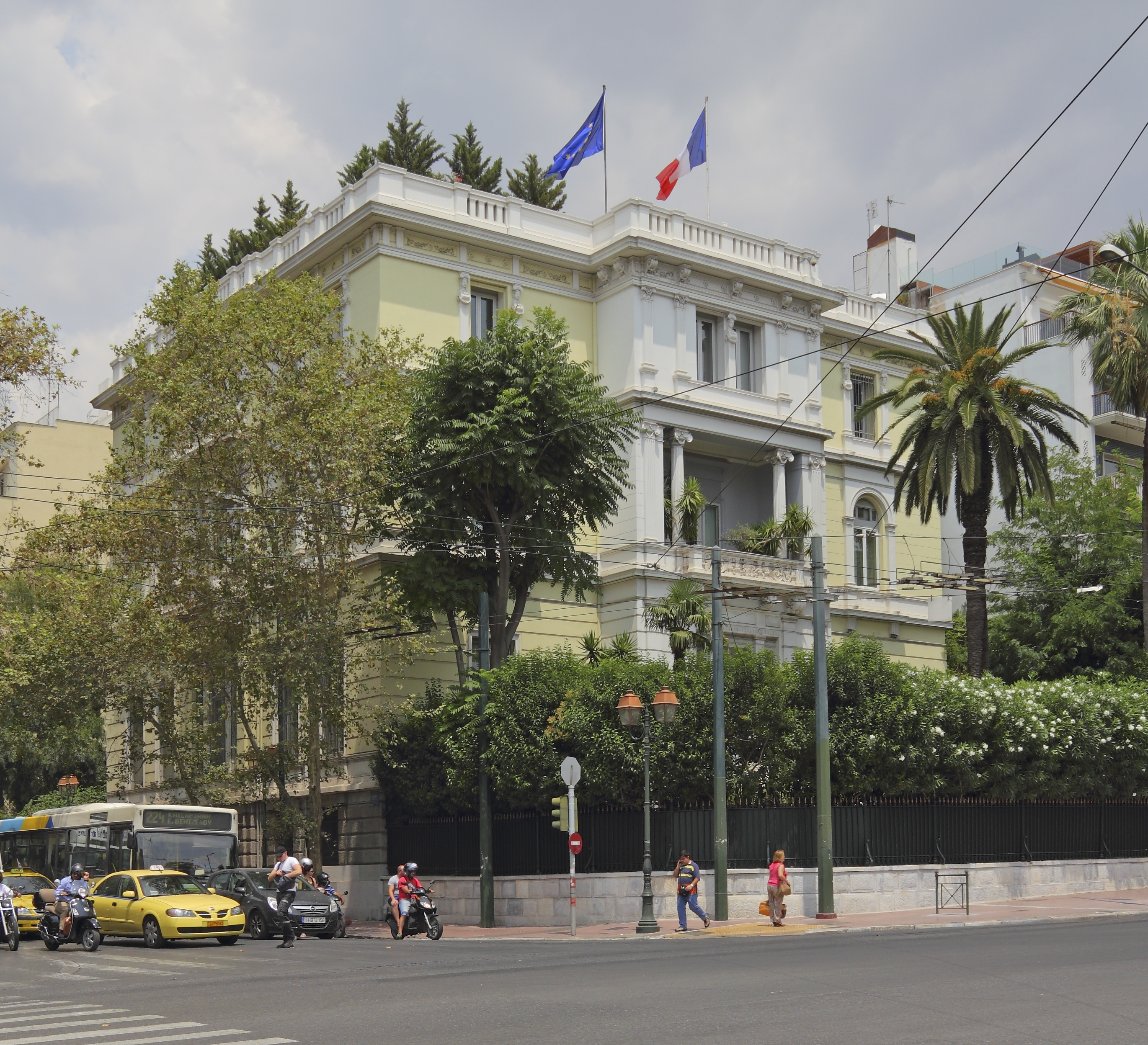
Vue de l'ambassade de France à Athènes.

En janvier 1893, le comte de Montholon, ministre de France à Athènes, fait part au ministre des Affaires étrangères Jules Paul Develle de la proposition d'un riche ressortissant anglais, Charles Merlin, de faire construire un bâtiment pour la légation de France sur une parcelle de 1 770 mètres carrés située à l'angle de son vaste domaine, délimité par les rues de l'Académie, Sékéri, Canari et Kiphissia (aujourd'hui Vasilíssis Sofías), dans le but d'avoir un voisinage de qualité et de le louer à la France avec un bail de cinquante ans, pour la somme de 10 000 francs-or par an.
Charles Louis William Merlin était l'arrière-petit-fils du conventionnel Merlin de Douai[réf. nécessaire], procureur de Robespierre, puis comte d'Empire en 1810. Merlin de Douai, ayant voté la mort du roi Louis XVI en 1793, s'était réfugié en Angleterre à la Restauration. Son descendant Charles épouse la fille d'un négociant écossais dont les affaires conduisirent la famille en Grèce. Charles William y devient Carolos Merlin, riche banquier, propriétaire foncier et photographe amateur de renom.
Même si les propositions de Merlin avaient recueilli un accord de principe de la part du ministère, le dossier n'avait guère avancé pendant les deux années de la construction de la maison par les frères Psiha et par l'architecte Anastassios Metaxas, auquel on doit plusieurs réalisations à Athènes, en particulier le grand stade de marbre.
Les pourparlers avec Merlin étaient au point mort au début de 1896, lorsque le successeur de monsieur de Montholon, Frédéric Albert Bourée, réussit à obtenir du ministre Marcellin Berthelot les fonds nécessaires (12 500 francs-or) pour louer l'élégante et confortable habitation, que, devant les tergiversations des autorités françaises, guignaient déjà les représentants allemand, anglais et russe, moins bien logés et de manière plus onéreuse.
Le comte d'Ormesson, ministre de France à Athènes de décembre 1897 à 1909, loue finalement la maison pour abriter la légation de France, jadis installée rue Stadíou près de l'ancien Parlement. Son fils Wladimir d'Ormesson, journaliste et ambassadeur, la décrit dans son ouvrage Enfances diplomatiques où il raconte la vie quotidienne d’Athènes vue par son œil d'enfant de douze ans : « la vaste maison de marbre où la légation de France était installée et que louait mon père (l'État l'a acquise depuis) était située avenue de Kiphissia, face au jardin royal, à quelques pas de la place de la Constitution. L'escalier monumental donnait le vertige. Il y avait une salle de bal, de grands salons, une salle à manger, dans lesquels on aurait pu organiser une chasse à courre. Les appartements n'étaient pas moins spacieux. Le toit formait terrasse et l'on y jouissait d'un panorama splendide depuis l'attique. Une autre petite terrasse, sorte de loggia à colonnes, donnait au premier étage, sur le jardin du palais royal et c'est là, quand il faisait beau, et il faisait presque toujours beau, que nous avions l'habitude de nous tenir. Mais il fallait se méfier des princes qui habitaient juste en face et dont l'un des passe-temps favoris – ils nous l'avouaient en riant –, était de regarder avec une longue-vue ce qui se passait chez nous ».
La question de l’achat de l’hôtel Merlin de Douai se posa dès 1902. La fille de Charles Merlin, Henriette, avait à la mort de sa mère Irène, en 1896, obtenu en héritage la maison, le petit jardin et les dépendances qui l’entourent encore aujourd’hui, et les avait apportés en dot à son mari Constantin Manos. Celui-ci, alors maire de La Canée en Crète, désirait se défaire du bâtiment et souhaitait le vendre pour 500 000 francs-or.
Malgré certains défauts que l’hôtel de Douai présentait à ses yeux (absence de calorifères, d’ascenseurs, exiguïté des locaux dévolus à la chancellerie diplomatique, ameublement sommaire, mauvaise qualité de certains éléments de la construction –les canalisations étaient en fer et non en plomb) et du comportement peu amène de M. Manos, qui refusait systématiquement de financer les travaux de réparation du bâtiment pourtant légalement à la charge du propriétaire, le comte d’Ormesson se fit auprès du ministre des Affaires étrangères Théophile Delcassé, l’avocat de l’achat du bâtiment de la légation de France. Pourtant, en 1902, le Département ne put donner suite car la situation budgétaire, ainsi que les projets d’achat et de construction de bâtiments diplomatiques à Washington et à Vienne, l’empêchaient de solliciter auprès du Parlement de nouveaux crédits pour acquérir la résidence d’Athènes.
Il fallut attendre 1913 pour que, par crainte d’éviction de la légation de cette « Maison de France » qu’elle occupait depuis dix-sept ans par un propriétaire que la loi grecque autorisait à vendre et en raison de l’impossibilité avérée de retrouver une installation aussi prestigieuse pour un loyer aussi mesuré et des aléas que présentait tout projet de construction, le ministère des Affaires étrangères consentît à l’acquisition de l’hôtel de Douai.
La fin des guerres balkaniques, les succès rencontrés par la Grèce qui lui apportèrent un accroissement sensible de population et une augmentation notable de territoire, convainquirent le Département de la nécessité pour la France d’acquérir « dans une Grèce agrandie, une demeure digne de son passé et du rôle qu’elle est encore appelée à jouer », ainsi que le soulignait le directeur politique M. de Margerie auprès de la direction de la Comptabilité dans une note d’avril 1913.
Les crédits nécessaires, soit 455 000 francs (avec les frais), furent votés par le Parlement, à la veille du départ en vacances des Chambres, le 2 juillet 1914 et l’acte d’achat signé le 18 août 1914 à la résidence par Gabriel Deville, envoyé extraordinaire et ministre plénipotentiaire à Athènes, du 5 juin 1909 au 5 septembre 1915.
Cet achat a ainsi coïncidé avec le début de la Première Guerre mondiale et cette circonstance n’a sans doute pas été étrangère aux difficultés rencontrées pour l’entretien de l’hôtel de Douai et sa restauration, tout au long de l’entre-deux-guerres et après la Seconde Guerre mondiale.
En effet, le programme général de rénovation et d’aménagement prévu par le Département (80 000 francs) n’avait pu être exécuté pendant la guerre, et il fallut attendre 1930 pour que les premières réparations importantes (mais pour un montant inférieur) puissent être effectuées.
Vers la fin des années 1950, et tout au long des années 1960, la question de vendre l’hôtel de Douai fut posée. Les locaux étaient mal distribués ; l’extension de la ville d’Athènes avait déplacé son centre de gravité ; la terrasse de l’ambassade était inutilisable en raison de la proximité de maisons plus hautes ; l’exiguïté du jardin ne permettait ni la tenue de réceptions, ni le stationnement pour les voitures ; la circulation et la pollution des rues de l’Académie et Vassilissis-Sofias qui bordent l’ambassade, devenaient des contraintes de plus en plus lourdes.
Mais la politique d’économie du gouvernement ne permit pas de retenir une solution de construction d’une nouvelle ambassade sur un terrain proche du Jardin national comme il fut envisagé un moment. Au cours des années, diverses propositions de restauration de l’hôtel de Douai pour y installer correctement la chancellerie, le consulat et les services des attachés techniques, tout en louant (ou en achetant) une nouvelle résidence furent émises, mais aucune ne se concrétisa.
Aujourd’hui, la résidence continue de cohabiter avec la chancellerie diplomatique, mais les espaces ont été redéfinis de manière plus fonctionnelle et plus conviviale. Certes, les différents services de l’État demeurent dispersés. Le consulat et les services des attachés techniques occupent des locaux acquis par l’État et répartis dans Athènes. Le service culturel est installé dans l’Institut français d’Athènes. Mais en raison des coûts et des difficultés inhérentes à l’immobilier dans Athènes, aucune autre solution satisfaisante n’a pu être trouvée.
En outre, les problèmes de circulation que connaît la capitale grecque rendent paradoxalement très appréciable aujourd’hui le fait que la chancellerie et la résidence soient toujours situées à proximité des centres de décision du pays. Prenant en compte cette situation, le Département a depuis une vingtaine d’années consenti des efforts importants pour maintenir l’hôtel Merlin de Douai au niveau que l’on est en droit d’attendre pour un bâtiment officiel français à l’étranger.
L’hôtel Merlin de Douai a notamment été restauré en 1985-1986, puis à partir d’avril 1993, une rénovation complète des façades et de l’intérieur de l’hôtel a été effectuée pendant un an et demi sous la direction du décorateur Christian Duval.

## Relations diplomatiques

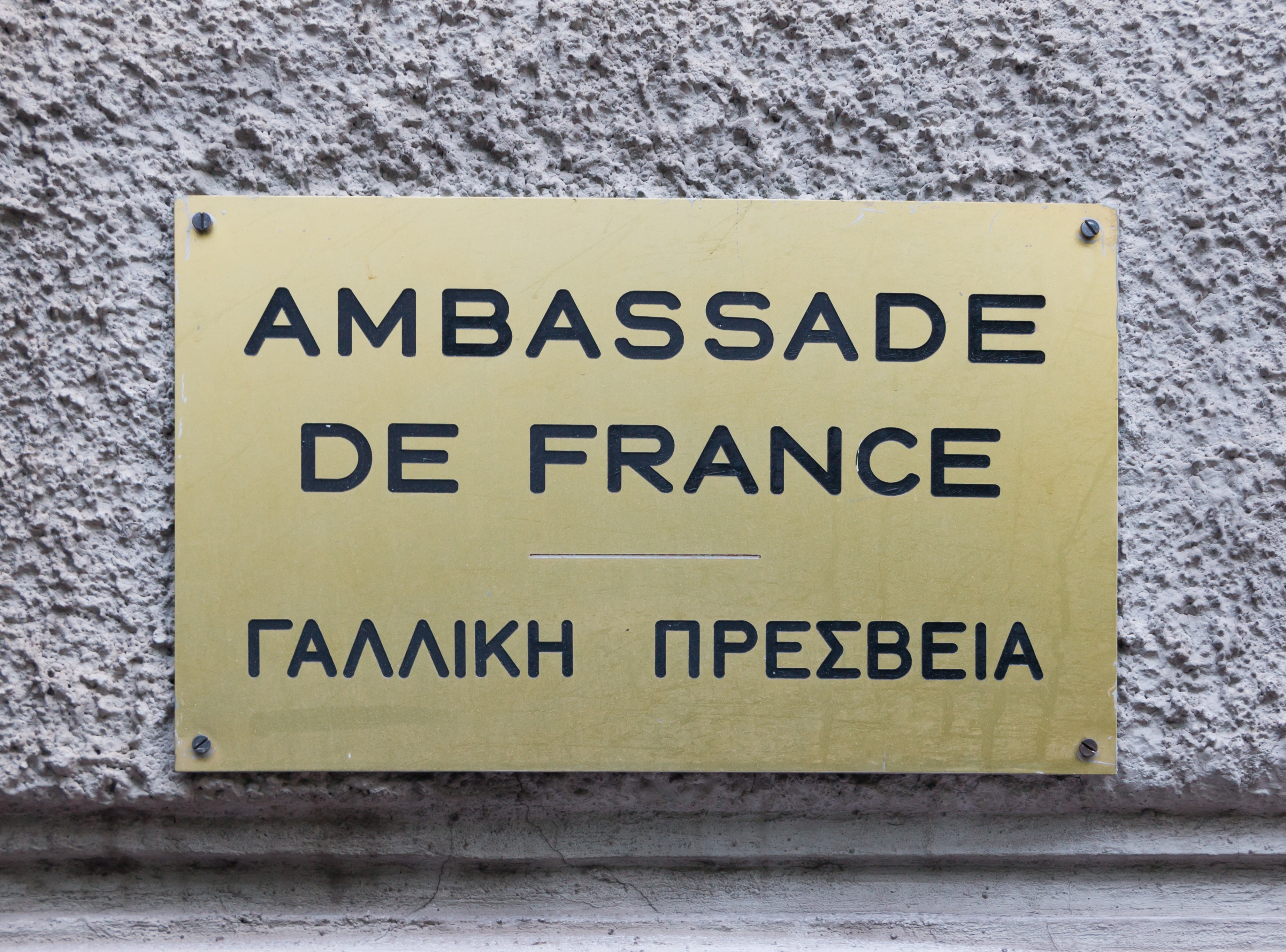
Plaque de l'ambassade de France.

## Ambassadeurs de France en Grèce
| De                | À            | Ambassadeur (ou équivalent),                 | Titre                                                                      |
| ----------------- | ------------ | -------------------------------------------- | -------------------------------------------------------------------------- |
| 31 décembre 1828  | 1835         | Achille Rouen                                | Résident et consul général jusqu'au 15 mars 1833, puis ministre-résident   |
| 11 septembre 1835 | 1843         | Théodore de Lagrené                          | Ministre-résident jusqu'au 18 février 1840, puis ministre plénipotentiaire |
| 17 avril 1843     | 1848         | Théobald Piscatory                           | Ministre plénipotentiaire                                                  |
| 9 mai 1848        | 1849         | Philippe Eugène Guillemot                    | Chargé d'affaires                                                          |
| 26 janvier 1849   | 1850         | Édouard Thouvenel                            | Envoyé extraordinaire et ministre plénipotentiaire                         |
| 18 novembre 1850  | 1851         | Victor Lobstein                              | Envoyé extraordinaire et ministre plénipotentiaire                         |
| 2 avril 1851      | 1854         | Baron Alexandre de Forth-Rouen               | Envoyé extraordinaire et ministre plénipotentiaire                         |
| 29 novembre 1854  | 1857         | Henri Mercier                                | Envoyé extraordinaire et ministre plénipotentiaire                         |
| 16 août 1857      | 1859         | Jean-Charles de Montherot                    | Ministre plénipotentiaire                                                  |
| 25 juin 1859      | 1859         | Vicomte de Serres[Qui ?]                     | Ministre plénipotentiaire                                                  |
| 7 décembre 1859   | 1863         | Nicolas Prosper Bourée                       | Ministre plénipotentiaire                                                  |
| 5 octobre 1864    | 1868         | Joseph Arthur de Gobineau                    | Ministre plénipotentiaire                                                  |
| 24 juin 1868      | 1870         | Georges Napoléon Baude                       | Ministre plénipotentiaire                                                  |
| 15 mars 1872      | 1872         | Marquis de Cazeaux[Qui ?]                    | Chargé d'affaires, par intérim                                             |
| 12 mai 1872       | 1872         | Jules Ferry                                  | Ministre plénipotentiaire                                                  |
| 29 août 1872      | 1873         | Vicomte Roger de Borrelli                    | Chargé d'affaires, par intérim                                             |
| 9 octobre 1873    | 1876         | Marquis de Gabriac                           | Envoyé extraordinaire et ministre plénipotentiaire                         |
| 20 octobre 1876   | 1880         | Charles-Joseph Tissot                        | Envoyé extraordinaire et ministre plénipotentiaire                         |
| 24 juin 1880      | 1880         | Maurice Ternaux-Compans                      | Chargé d'affaires, par intérim                                             |
| 5 août 1880       | 1880         | Baron des Michels[Qui ?]                     | Envoyé extraordinaire et ministre plénipotentiaire                         |
| 20 octobre 1880   | 1886         | Charles de Moüy                              | Envoyé extraordinaire et ministre plénipotentiaire                         |
| 26 juillet 1886   | 1894         | Charles Jean Tristan de Montholon-Sémonville | Envoyé extraordinaire et ministre plénipotentiaire                         |
| 20 décembre 1894  | 1897         | Frédéric Albert Bourée                       | Envoyé extraordinaire et ministre plénipotentiaire                         |
| 29 décembre 1897  | 1906         | Olivier d'Ormesson                           | Envoyé extraordinaire et ministre plénipotentiaire                         |
| 5 juin 1909       | 1915         | Gabriel Deville                              | Envoyé extraordinaire et ministre plénipotentiaire                         |
| Septembre 1915    | 1917         | Jean Guillemin                               | Envoyé extraordinaire et ministre plénipotentiaire                         |
| Août 1917         | 1921         | Robert de Billy                              | Envoyé extraordinaire et ministre plénipotentiaire                         |
| 1921              | 1921         | Jean Tripier                                 | Chargé d'affaires, par intérim                                             |
| Décembre 1921     | Octobre 1924 | Henri Chassain de Marcilly                   | Envoyé extraordinaire et ministre plénipotentiaire                         |
| 1924              | 1926         | Charles Pineton de Chambrun                  | Envoyé extraordinaire et ministre plénipotentiaire                         |
| 1927              | 1927         | Louis Frédéric Clément-Simon (de)            | Envoyé extraordinaire et ministre plénipotentiaire                         |
|                   |              | ...                                          |                                                                            |
|                   |              | Henry Cosme                                  |                                                                            |
| ??                | 1938         | Adrien Joseph Marie Thierry                  | Envoyé extraordinaire et ministre plénipotentiaire                         |
| 1938              | 1941         | Gaston Maugras                               | Envoyé extraordinaire et ministre plénipotentiaire                         |
| Février 1941      | 1941         | Jean Helleu                                  | Envoyé extraordinaire et ministre plénipotentiaire                         |
| 1944              | 1945         | Jean Baelen (sv)                             | Délégué du gouvernement provisoire de la République française              |
| 1945              | 1951         | Christian Carra de Vaux de Saint-Cyr (de)    | Ambassadeur                                                                |
| 1951              | 1955         | Jean Baelen                                  | Ambassadeur                                                                |
| 1955              | 1957         | Pierre Albert Charpentier (de)               | Ambassadeur                                                                |
| 1957              | 1964         | Guy de Girard de Charbonnières               | Ambassadeur                                                                |
| 1964              | 1969         | Jacques Baeyens                              | Ambassadeur                                                                |
| 1969              | 1973         | Bernard Durand                               | Ambassadeur                                                                |
| 1973              | 1975         | Christian Jacquin de Margerie                | Ambassadeur                                                                |
| 1975              | 1977         | Jean-Marie Mérillon                          | Ambassadeur                                                                |
| 1977              | 1980         | Jacques de Folin                             | Ambassadeur                                                                |
| 1980              | 1981         | Philippe Rebeyrol (en)                       | Ambassadeur                                                                |
| 1981              | 1985         | Dominique Charpy                             | Ambassadeur                                                                |
| 1985              | 1987         | Pierre Louis Blanc                           | Ambassadeur                                                                |
| 1987              | 1989         | Marcel Plaisant                              | Ambassadeur                                                                |
| 1989              | 1992         | Jacques Thibau                               | Ambassadeur                                                                |
| 1992              | 1995         | Jean Cadet (ru)                              | Ambassadeur                                                                |
| 1995              | 2000         | Bernard Kessedjian                           | Ambassadeur                                                                |
| 2000              | 2003         | Jean-Maurice Ripert                          | Ambassadeur                                                                |
| 2003              | 2007         | Bruno Delaye                                 | Ambassadeur                                                                |
| 2007              | 2011         | Christophe Farnaud (tr)                      | Ambassadeur                                                                |
| 2011              | 2015         | Jean-Loup Kuhn-Delforge (tr)                 | Ambassadeur                                                                |
| 2015              | 2019         | Christophe Chantepy                          | Ambassadeur                                                                |
| 2019              | 2023         | Patrick Maisonnave                           | Ambassadeur                                                                |
| 2023              | auj.         | Laurence Auer                                | Ambassadrice                                                               |

## Les consulats et les consuls honoraires
Outre la section consulaire de l'ambassade, à Athènes (qui remplace un consulat général), il existe un consulat général de France en Grèce, basé à Thessalonique, ainsi que plusieurs consuls honoraires ou vice-consuls honoraires situés à :
- Circonscription consulaire d'Athènes :
  - Chios (Égée du Nord)
  - Corfou (Île Ionienne)
  - Héraklion (Crète)
  - Kalamata (Messénie, Péloponnèse)
  - La Canée (Crète)
  - Lixouri (Céphalonie, Île Ionienne)
  - Mykonos (Cyclades, Égée du Sud)
  - Mytilène, Lesbos et Limnos (Égée du Nord)[14]
  - Nauplie (Argolide, Péloponnèse)
  - Patras (Achaïe, Péloponnèse)
  - Rhodes (Dodécanèse, Égée du Sud)
  - Samos (Égée du Nord)
  - Santorin (Cyclades, Égée du Sud)
  - Syros (Cyclades, Égée du Sud)

- Circonscription consulaire de Thessalonique :
  - Volos
  - Alexandroupolis
  - Ioannina

Liste des consuls honoraires en Grèce :
- circonscription d'Athènes
- circonscription de Thessalonique

### Communauté française
À l'automne 2019, la circonscription consulaire d'Athènes qui couvre la moitié sud de la Grèce continentale, les îles Ioniennes, le Dodécanèse et la Crète, compte 8 220 inscrits au registre des Français établis hors de France à l’automne 2019.
Au 31 décembre 2018, la communauté française de la circonscription de Thessalonique était de 1 420 inscrits au registre des Français établis hors de France.
| 2001  | 2002  | 2003  | 2004  |
| ----- | ----- | ----- | ----- |
| 7 472 | 8 175 | 8 701 | 8 051 |

| 2005  | 2006  | 2007  | 2008   |
| ----- | ----- | ----- | ------ |
| 7 615 | 8 678 | 9 220 | 10 154 |

| 2009   | 2010   | 2011   | 2012   |
| ------ | ------ | ------ | ------ |
| 10 885 | 11 355 | 11 226 | 10 916 |

| 2013   | 2014   | 2015   | 2016   |
| ------ | ------ | ------ | ------ |
| 10 433 | 10 541 | 10 040 | 10 086 |

| 2017   | 2018   | 2019  | 2020  |
| ------ | ------ | ----- | ----- |
| 10 072 | 10 021 | 9 177 | 8 582 |

Pour des raisons techniques, il est temporairement impossible d'afficher le graphique qui aurait dû être présenté ici.

### Circonscriptions électorales
Depuis la loi du 22 juillet 2013 réformant la représentation des Français établis hors de France avec la mise en place de conseils consulaires au sein des missions diplomatiques, les ressortissants français de la Grèce élisent pour six ans quatre conseillers consulaires. Ces derniers ont trois rôles :
1. ils sont des élus de proximité pour les Français de l'étranger ;
2. ils appartiennent à l'une des quinze circonscriptions qui élisent en leur sein les membres de l'Assemblée des Français de l'étranger ;
3. ils intègrent le collège électoral qui élit les sénateurs représentant les Français établis hors de France.

Pour l'élection à l'Assemblée des Français de l'étranger, la Grèce appartenait jusqu'en 2014 à la circonscription électorale d'Athènes, comprenant aussi Chypre et la Turquie, et désignant trois sièges. La Grèce appartient désormais à la circonscription électorale « Europe du Sud » dont le chef-lieu est Rome et qui désigne cinq de ses 21 conseillers consulaires pour siéger parmi les 90 membres de l'Assemblée des Français de l'étranger.
Pour l'élection des députés des Français de l’étranger, la Grèce dépend de la 8e circonscription.